# Cribrochalina dendyi
Cribrochalina dendyi är en svampdjursart som först beskrevs av Thomas Whitelegge 1901.  Cribrochalina dendyi ingår i släktet Cribrochalina och familjen Niphatidae. Inga underarter finns listade i Catalogue of Life.